# Kabinet-Hatta II
Het kabinet-Hatta II was een Indonesisch kabinet aan het einde van de Indonesische Onafhankelijkheidsoorlog. De leiding van het kabinet-Hatta I, waaronder minister-president Mohammed Hatta, meerdere ministers en ook president Soekarno, hadden de maanden daarvoor gevangen gezeten na de tweede politionele actie. De taken waren tijdelijk overgenomen door het Kabinet Darurat ("noodkabinet") in Bukittinggi. Na terugkeer van Hatta en consorten in Yogyakarta, volgend op de Van Roijen-Roem-verklaring, werd een nieuw kabinet gevormd, dat diende vanaf 4 augustus 1949.
De regeringsperiode van het kabinet-Hatta II stond in het teken van de Nederlands-Indonesische rondetafelconferentie, die van 23 augustus tot 2 november plaatsvond in Den Haag. Premier Hatta was om die reden gedurende lange tijd in Nederland voor de onderhandelingen, en in die periode nam minister van staat (voor veiligheidszaken) Hamengkoeboewono IX de taken van minister-president in Indonesië waar. Ook Agus Salim was voor een gedeelte van de onderhandelingen aanwezig in Den Haag, en ook zijn ministerspost van buitenlandse zaken werd in die periode waargenomen door Hamengkoeboewono IX. Ook ministers van staat Soekiman Wirjosandjojo, Djoeanda Kartawidjaja en Johannes Leimena waren deel van de onderhandelingsdelegatie.
Uitkomst van de rondetafelconferentie was het overdragen van de soevereiniteit aan de Verenigde Staten van Indonesië (VSI), bestaande uit meerdere deelstaten waarvan verreweg de belangrijkste de Republiek Indonesië was. Het kabinet-Hatta II werd hierop ontbonden op 20 december 1949. Soekarno werd president van de VSI en Hatta werd premier van de Regering van de Verenigde Staten van Indonesië (soms "kabinet-Hatta III" genoemd). Het kabinet van de deelstaat Republiek Indonesië werd het (tijdelijke) kabinet-Soesanto.

## Samenstelling
| Nr. | Ministerspost                   | Minister              | Minister                                   | Partij   |
| --- | ------------------------------- | --------------------- | ------------------------------------------ | -------- |
| 1   | Minister-President              |                       | Mohammed Hatta                             |          |
| 1   | Vicepremier                     |                       | Sjafruddin Prawiranegara                   | Masjoemi |
| 2   | Buitenlandse Zaken              |                       | Agus Salim                                 |          |
| 3   | Binnenlandse Zaken              |                       | Wongsonegoro                               | PIR      |
| 4   | Justitie (rechterlijke macht)   |                       | Soesanto Tirtoprodjo                       | PNI      |
| 5   | Informatie                      |                       | Sjamsoeddin                                | Masjoemi |
| 6   | Financiën                       |                       | Lukman Hakim                               | PNI      |
| 7   | Volksvoedselvoorraad (landbouw) |                       | I.J. Kasimo                                | PK       |
| 8   | Welvaart (handel en industrie)  |                       | I.J. Kasimo                                | PK       |
| 9   | Transport                       |                       | Herling Laoh                               | PNI      |
| 10  | Openbare Werken                 |                       | Herling Laoh                               | PNI      |
| 11  | Arbeid en Sociale Zaken         |                       | Rahendro Kusnan                            |          |
| 12  | Onderwijs en Cultuur            |                       | Ki Sarmidi Mangunsarkoro                   | PNI      |
| 13  | Godsdienst                      |                       | Masjkur                                    | Masjoemi |
| 14  | Gezondheid                      |                       | Surono (ad interim, tot 1 december 1949)   |          |
| 14  | Gezondheid                      |                       | Johannes Leimena (vanaf 1 december 1949)   | Parkindo |
| 15  | Ministers van staat             |                       | Hamengkoeboewono IX (voor volksveiligheid) |          |
| 15  | Ministers van staat             |                       | Soekiman Wirjosandjojo                     | Masjoemi |
| 15  | Ministers van staat             |                       | Johannes Leimena                           | Parkindo |
| 15  | Ministers van staat             | Djoeanda Kartawidjaja |                                            |          |